# Fred Sonic Smith
Fred „Sonic“ Smith (14. září 1949 – 4. listopadu 1994) byl americký kytarista punkové skupiny MC5. Později hrál s kapelou Sonic's Rendezvous Band, se kterou však nahrál jen jeden singl.
Smith byl manželem punk rockové zpěvačky Patti Smith s níž měl dvě děti.  Jacksona a Jessie. Rocková skupina Sonic Youth si dala jméno právě podle Freda „Sonica“ Smithe.